# Тетюшский уезд
Тетю́шский уе́зд — административно-территориальная единица Казанской губернии, существовавшая в 1781—1920 годах. Уездный город — Тетюши.

## История

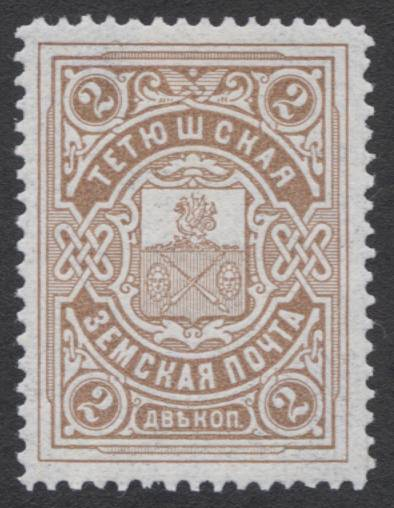
Земская марка: Тетюшский уезд № 1 (1911 г.).(Герб уезда).

Тетюшский уезд был образован в составе Казанского наместничества в 1781 году. В 1796 году Казанское наместничество стало именоваться губернией.                                                                                                                                                                    
В 1920 году Тетюшский уезд был упразднён, а его территория вошла в состав Татарской АССР как Тетюшский кантон.

## Административное деление
В 1913 году в уезде было 17 волостей:
| - Алькеевская (центр — с. Малое Ялынка), - Богородская, - Больше-Кляринская (центр — д. Бикеево), - Больше-Тоябинская (центр — с. Каргала), - Больше-Фроловская, - Больше-Шемякинская, - Больше-Янасальская (центр — д. Янасала), - Ильинско-Шонгутская (центр — с. Шонгуты), - Красно-Полянская, - Никифоровская, | - Ново-Шимкусская (центр — с. Шимкусы), - Пролейкашинская (центр — с. Колупец), - Средне-Болтаевская, - Старо-Барышевская, - Сюкеевская - Чирки-Кильдуразовская, - Шомбулыгчинская (центр — д. Верхние Индырчи). |

## Население
По данным переписи 1897 года в уезде проживало 185 865 чел. В том числе татары — 49,1 %, русские — 31,6 %, чуваши — 16,6 %, мордва — 2,7 %. В уездном городе Тетюши проживало 4754 чел.